# Demián Bedni
Efim Alekséyevich Pridvórov (cirílico ruso:  Ефи́м Алексе́евич Придво́ров, conocido por su pseudónimo Demián Bedni (Демья́н Бе́дный, Gubovka, 1 de abriljul./ 13 de abril de 1883greg.-Moscú, 25 de mayo de 1945) fue un escritor y periodista soviético.

## Biografía
Nació en una familia humilde en la óblast de Jersón, en la actual Ucrania. Con siete años, su padre se lo llevó a vivir con él a Elisavetgrado, pero regresó con su madre seis años después a su aldea natal donde vivieron en condiciones de "extrema pobreza". Con 14 años, su padre lo inscribió en una escuela de sanidad militar en Kiev para ser Feldsher, profesional sanitario rural, antes de realizar el servicio militar.  En 1904 entró en la facultad de filología e historia de la Universidad de San Petersburgo. Sus años universitarios coincidieron con la Revolución rusa de 1905; comenzó a publicar en periódicos comunistas como Pravda (la verdad) o Zvezdá (la estrella) y en 1912 se unió al Partido Obrero Socialdemócrata de Rusia (bolcheviques)
De 1914 a 1917 durante la Primera Guerra Mundial fue movilizado para servir al ejército en los servicios de sanidad y más tarde durante la Guerra Civil Rusa, fue un defensor de la causa bolchevique y ayudó a confeccionar su agitprop.
Durante las década de los 1920 y 1930 fue muy popular, y hasta la localidad de Spassk cambió su nombre por Bednodemianovsk.